# Казаков, Вадим Станиславович
Вадим Станиславович Казаков (род. 31 января 1965, Калуга) — один из идеологов славянского неоязычества, создатель и глава (1997—2011) крупного российского родноверческого объединения «Союз славянских общин славянской родной веры», писатель.

## Биография
В 1983 году окончил профтехучилище. В 1983—1986 годах служил рядовым в космических войсках СССР и в батальоне особого назначения. В 1987—1993 годах прошёл курс вечернего обучения в Московском высшем техническом училище имени Баумана и получил диплом инженера-механика сварочного производства. В 1995—1996 годах занимал должность директора Калужских художественно-производственных мастерских Областного художественного фонда. Затем начал заниматься частным предпринимательством.
Из «Московской славянской языческой общины», первой неоязыческой общины Москвы, выделился ряд других, в том числе «Калужская славянская община», созданная в сентябре 1993 году в Калуге Казаковым; с декабря он стал старейшиной этой общины. Публиковался в газете «Русская правда» Александра Аратова, с которым поддерживает тесные связи. Некоторые свои идеи Казаков изложил в книге «Именослов. Словарь славянских имен и прозвищ», выдержавшей три издания. Кроме калужской части, «Московская славянская языческая община» имела отделения в Калининграде, Владимире, Ижевске, Рязани. До конца 1998 года с «Калужской общиной» тесно взаимодействовала созданная в ноябре 1993 года Обнинская ведическая община «Трояна», возглавляемая волхвом Богумилом (Д. А. Гасановым) и занимающаяся в основном «восстановлением славянской обрядности». Казаков и Богумил сделали попытку упорядочить «славянский» (родноверческий) пантеон богов и обрядность, выпустив об этом книгу («Мир славянских богов», 1997).
В 1997 году тремя общинами из Калуги, Москвы и Обнинска был создан «Союз славянских общин славянской родной веры» (ССО СРВ) (две последние вышли из его состава в 1998 году). В ядро объединения вошло также издательство «Русская правда», представленное Александром Аратовым. Первоначальное название «Славянский Союз» (СС), предложенное Казаковым, было отвергнуто из-за неоднозначного звучания его аббревиатуры (СС). Однако критики называют объединение «СС». 19 июля 1997 года Казаков был избран главой ССО СРВ. Община Богумила, в декабре 1998 года исключенная из ССО СРВ , изменила название вначале на Обнинскую славянскую общину «Триглав», а затем на Обнинскую родноверческую общину «Триглав». В 2000 году эта община вступила в объединение «Велесов круг».
В августе 1997 году Казаков принял участие в учреждении Европейского природного религиозного объединения «Всемирный конгресс этнических религий» (ECER).
20—24 июня 1998 года в Вильнюсе (Литва) состоялся Первый всемирный конгресс этнических религий. В нём приняли участие представители неоязыческих общин из Норвегии, Швеции, Дании, Бельгии, Германии, Франции, Греции, Чехии, Польши, Латвии, Литвы, США и Индии. Восточнославянский ареал был представлен на конгрессе русскими (Казаков, Н. Н. Сперанский), украинскими (Галина Лозко) и белорусскими (Т. Качкуревич) неоязычниками.
В 1999 году Казаков провёл в Калуге первое «Всеславянское вече». На Вече съехались 102 участника, единогласно признавшие духовный авторитет волхва Доброслава (Алексея Добровольского), одного из основателей русского родноверия, последователем которого является Казаков. Однако уже через год Казаков и Аратов разорвали отношения с Доброславом. К тому времени в ССО СРВ вошло 15 славянских родноверческих общин из Калуги, Москвы, Обнинска, Рязани, Рыбинска, Смоленска, Орла и Тамбова. Его кормчим был избран Казаков, верховным жрецом стал Мирослав (Киселёв, город Орёл), скарбником (казначеем) — Огневед (Александр Аратов). К 2000 году ССО СРВ включал до 1000 членов вместе с прихожанами. К 2006 году объединение охватывало восемь земель и включало 17 общин России и Украины.
ССО СРВ стремится реализовать идею общеславянского сплочения. В январе 2004 года Казаков и Аратов участвовали в учредительном съезде Русского освободительного движения «Национально-державный путь России» (РОД НДПР). 23—24 апреля 2004 года в Калуге был организован Первый международный съезд славянских общин, который заявил об «оголтелой агрессии иудо-христианства» и постановил, что ССО СРВ вливается в РОД НДПР. В съезде приняли участие 90 делегатов из России, Украины и Белоруссии. На съезд было запрещено приезжать членам «Круга языческой традиции» как «космополитической организации воинствующих интернационалистов», а также инглингам, которые «дискредитировали возрождающееся славянское движение». Не были приглашены члены группы Доброслава, представители «Мёртвой воды» и «ВсеЯСветной грамоты», а также «духовные ведические социалисты» Владимира Данилова.
13 июля 2003 года на Перуновом острове на Днепре (Киев) по инициативе Галины Лозко и П. В. Тулаева состоялось Первое международное славянское родовое вече, где было положено начало кооперации между родноверческими общинами России, Украины, Беларуси, Польши и Болгарии. Россию, кроме Тулаева, представляли лидеры ССО СРВ Казаков и жрец Мирослав, от Беларуси присутствовал волхв В. А. Сацевич. В качестве эксперта по «историческому ревизионизму, расологии и антропологии» перед участниками выступал В. Истархов (В. А. Иванов). Он высказался о мировоззрении «Белого Человека» и о «противостоянии арийства и сионизма». Вече приняло решение «давать врагам достойный отпор». Славянское родовое вече противопоставило себя «Всемирному конгрессу этнических религий». Последний исходит из принципа равенства народов, Вече признаёт идеи иерархии и приоритета расы.
7—8 августа 2004 года по приглашению Сацевича на турбазе «Салют» под городом Кобрином (Беларусь) состоялось Второе международное славянское родовое вече. Российских неоязычников представляли П. Тулаев (Буян) от «расологического» журнала «Атеней», Казаков, В. С. Лапшин и Крада Велес от ССО СРВ и др. Казаков говорил о необходимости соблюдения «генетического принципа» при формировании общин, Тулаев поднял тему «арийско-славянской» истории.
Вече стало ежегодным. Следующее Вече было проведено в Калуге в 2005 году под руководством Казакова. После 2005 года Казаков перестал участвовать в данном движении. С того времени Россию на этих мероприятиях представляют только журнал «Атеней» и петербургский «Союз Венедов».
В августе 2008 года после акта вандализма на одном из капищ четыре родноверческих объединения, ССО СРВ, «Круг языческой традиции» (КЯТ), «Велесов круг» и «Схорон еж словен» (Владимир Голяков — Богумил Второй), начали сближение, создав Консультационный совет четырёх объединений. В него вошли по два представителя от каждого объединения, в том числе Вадим Казаков и Максим Ионов (жрец Белояр) — от ССО СРВ, Дмитрий Гаврилов (волхв Иггельд) и Сергей Дорофеев (волхв Веледор) — от КЯТ, Д. А. Гасанов (волхв Богумил) — от «Велесова круга». Почвой для этого стало совместное выступление против осквернения священных мест, почитаемых язычниками, а также неприятие того, что они назвали «псевдоязычеством». В 2011 году «Схорон еж словен» добровольно покинул Совет.
В 2009 году объединения ССО СРВ и КЯТ опубликовали публичное обращение «О подменах понятий в языке и истории славян и о псевдоязычестве» (от ССО СРВ подписано Казаковым), в котором они подвергли критике ряд деятелей неоязычества, включая Трехлебова. Согласно авторам обращения, взгляды критикуемых лиц «принципиально расходятся с доказательной точкой зрения действительных ученых и современной науки», это «псевдоязыческое  учение, псевдолингвистика, лженаука и откровенные домыслы», которые ведут «лишь к дискредитации, как современного языческого движения, так и Российской науки». Критикуемые авторы «обманывают неосведомленных читателей и зарабатывают деньги на заведомой лжи».
В 2011 году главой и верховным жрецом ССО СРВ вместо Казакова был избран Максим Ионов (Белояр).
27 августа 2016 года в Коломенском (Москва) состоялось совещание восемнадцати волхвов и жрецов — представителей ряда неоязыческих объединений — славянских, «эллинских», северогерманских, и последователей «Европейского ведовства». Собранию предшествовало длительное предварительное обсуждение рабочей группой насущных проблем неоязыческого движения. На встрече были представлены: «Международная Языческая Федерация» (PFI), ССО СРВ (включая Белояра в качестве жреца и главы и Казакова в качестве жреца и соучредителя), КЯТ, «Велесов круг», «Московский дом виккан», Олимпийская религиозная лига «Освобождение разума», альманах «Сага» («проект Союза вольных асатру»), «Собрание славянских общин Родная земля». Был образован «Вечевой центр языческих объединений», а в последующие месяцы приняты его концептуальные документы. В состав этого коллегиального органа входят 24 неоязыческих деятеля. Предлагается «создать Содружество объединений (последователей Природной Веры) в России, Беларуси и других странах, сплочённых общим историко-культурным пространством».
На 2018 год работал главным инженером одной из крупных компаний.

## Идеи
Взгляды Казакова находились в русле расистских неоязыческих славянско-«арийских» идей. Он разделял идеи «чистоты крови» и писал о необходимости объединения Европы в «единое белое братство». Являлся учеником Алексея Добровольского (Доброслава) и ориентировался на «языческий социализм» последнего.
Казаков призывал русских вернуться к славянским именам дохристианской эпохи. Казаков и Богумил считали себя прямыми продолжателями дела вятичей, дольше других славянских племён сопротивлявшихся введению христианства, а ныне якобы возглавляющих возвращение к древней исконной вере. Вслед за Казаковым вятичскую идею разделяла «Калужская община».
Позднее Казаков отмежевался от политики, но в журнале «Родноверие» ССО СРВ публикует статьи, посвящённые «белой расе» и «арийцам».
Свою задачу Казаков видит в восстановлении славянского язычества в общегосударственном масштабе, поэтому стремится зарегистрировать централизованную организацию. По словам Казакова, организационная структура языческой общины должна обладать чёткой иерархией. Казаков декларирует широкую идеологическую позицию, позволяющую принимать людей разных политических взглядов.
Казаков считает христианство чуждым. Он утверждает, что во время крещения Руси Византия была такой же империей как США. Киевская Русь существовала рядом с Византией и не принимала христианства, но затем произошёл переворот, смена династий и гражданская война, инициатором чего была Византия, которая стремилась подчинить свободолюбивых славян своему влиянию.
В ССО СРВ, в том числе под влиянием Казакова, вера считается «славянской», а не языческой. Её последователи называют себя также «родноверами». Лозунгами для Казакова служат «Природа, Родина, Народ» (создан Доброславом) и «одна Родина, одна кровь, один язык, одна вера».
Казаков называет 82 божества и указывает при этом на слова «Велесовой книги»: «есть также заблуждающиеся, которые пересчитывают Богов, тем самым разделяя Сваргу», в то время как «Бог — и един и множествен».
К. Пунинская приводит пример некорректной неоязыческой реконструкции праздника писателем В. Казаковым, который в своей книге, изданной «Русской правдой»: отождествляет «Марену Свароговну» с Масленицей — в его представлении она становится богиней смерти; смешивает праздники Комоедицу и Масленицу; заявляет, что слово «ком» обозначает медведя.
Является одним из двух вероятных авторов термина «родноверие»; другим автором мог быть другой неоязыческий идеолог Илья Черкасов (Велеслав). Также Казаков — один из двух вероятных авторов символа «коловрат»; другим мог быть Доброслав, с которым Казаков состоял в общении в том числе по этому вопросу; создание символа относится примерно к 1994 году. В 1994 году Доброслав рисует символ в своих письмах. В том же 1994 году выходит «Именослов» Казакова, где появляется «коловрат», золотой на красном фоне.
Казаков высмеивал распространяющиеся в некоторых неоязыческих изданиях любительские лингвистические теории.

## Восприятие
В произведениях связанного с неоязычеством фантаста Василия Головачёва свободолюбивые современные русские язычники борются с тёмными силами, представленными евреями, масонами, христианами и «небелыми» расами. По сюжету романов «Ведич» (2007) и «Не русские идут, или носители смерти» (2009) защиту русских осуществляет Союз славянских общин, ассоциируемый с Калугой, что отсылает к деятельности ССО СРВ.

## Публикации
- Именослов. Словарь славянских имён и прозвищ / Сост. В.С. Казаков. — Калуга: Золотая аллея, 1994.
  - Именослов. — 5-е изд., доп., испр. — М.-Калуга: Русская Правда, 2011. — 416 с. — ISBN 978-5-9243-0077-1.
- Мир Славянских Богов / Сост. В. С. Казаков, волхв Богумил. — Калуга: Калужская славянская община, 1997.
  - Мир Славянских Богов. — 6-е изд., доп., испр. — М.-Калуга: Русская Правда, 2019. — 240 с. — ISBN 978-5-905805-17-2.
- Славянское мировоззрение в России в 90-х годах XX века // Наследие предков. — 1999. — № 6. — С. 8—9.
- Навье царство. Книга первая. По ту сторону Яви. — М.-Калуга: Русская Правда, 2019. — 410 с. — ISBN 978-5-93673-202-7.
- Летопись вятичей. Воины Большой Воды. — М.-Калуга: Русская Правда, 2021. — 192 с. — ISBN 978-5-905805-24-0.
- Навье царство. Книга вторая. Странники Иномирья. — М.-Калуга: Русская Правда, 2022. — 410 с. — ISBN 978-5-905805-25-7.
- Славянское обрядовое питание. — 3-е изд., доп., испр. — М.-Калуга: Русская Правда, 2022. — 96 с. — ISBN 978-5-7111-0415-5.